# سولیجار تپه
سولیجار تپه مربوط به هزاره اول قبل از میلاد است و در شهرستان زنجان، روستای حسن ابدالی واقع شده و این اثر در تاریخ ۱۷ آذر ۱۳۵۴ با شمارهٔ ثبت ۱۱۳۰ به‌عنوان یکی از آثار ملی ایران به ثبت رسیده است.